# Sukanegara (Tanjung Bintang)
Sukanegara is een bestuurslaag in het regentschap Lampung Selatan van de provincie Lampung, Indonesië. Sukanegara telt 5856 inwoners (volkstelling 2010).